# 8-й Предпортовый проезд
8-й Предпорто́вый проезд — проезд в историческом районе Предпортовая Московского административного района Санкт-Петербурга. Проходит от 6-го до 5-го Предпортового проезда.

## История
Проезд получил название 1 июля 2011 года по аналогии с 1—7-м Предпортовыми проездами.
В 2022 году должен начаться капитальный ремонт 8-го Предпортового проезда на 300-метровом участке от 5-го Предпортового проезда до поворота. Там вместо грунтовки будет устроена асфальтированная двухполосная проезжая часть, пешеходный и технический тротуары. Конфигурацию перекрестка 8-го и 5-го Предпортовых проездов изменят: если сейчас 8-й примыкает к 5-му под острым углом, то будет под прямым.

## Пересечения
С севера на восток 8-й Предпортовый проезд пересекают следующие улицы:
- 6-й Предпортовый проезд — 8-й Предпортовый проезд примыкает к нему;
- 5-й Предпортовый проезд — 8-й Предпортовый проезд примыкает к нему.

## Транспорт
Ближайшие к 8-му Предпортовому проезду станции метро — «Звёздная» (около 2,3 км по прямой от конца проезда) и «Московская» (около 2,8 км по прямой от начала проезда) 2-й (Московско-Петроградской) линии.
Движение наземного общественного транспорта по проезду отсутствует.
Ближайшие к 8-му Предпортовому проезду остановочные пункты железной дороги — Предпортовая (около 1,05 км по прямой от начала проезда) и Аэропорт (около 1,4 км по прямой от конца проезда).

## Общественно значимые объекты
- ОАО «Центральная фармацевтическая база Санкт-Петербурга» — 5-й Предпортовый проезд, дом 19